# Luz Long
Carl Ludwig (Luz) Long (27 avril 1913 à Leipzig - 13 juillet 1943 à San Pietro Clarenza, Italie) est un athlète allemand des années 1930.
Favori du saut en longueur aux Jeux olympiques de Berlin en 1936, et après avoir amélioré le record olympique lors du tour préliminaire, il termine deuxième avec un saut à 7,87 m, derrière Jesse Owens. Deux jours plus tard, il termine dixième au triple saut.
Après les Jeux olympiques de Berlin, il devient avocat à Hambourg.
Lors de la Seconde Guerre mondiale, il est Obergefreiter (caporal-chef) et envoyé en Sicile. Blessé lors du débarquement allié en Sicile le 10 juillet 1943, il meurt trois jours plus tard dans un hôpital sous contrôle britannique. Il repose au cimetière de Motta Sant'Anastasia.

## Amitié avec Jesse Owens
Selon ce que Jesse Owens racontait, lors des qualifications pour la finale du saut en longueur des Jeux olympiques d'été de 1936 Long l'aurait aidé alors qu'Owens se trouvait en difficulté. En effet, les athlètes disposaient de trois essais pour franchir au minimum 7,15 m, et Owens avait mordu ses deux premiers essais. C'est alors que Luz Long, le principal adversaire d'Owens, lui aurait conseillé de rallonger un peu sa course d'élan. Owens l'écoute, se qualifie de justesse et remporte la finale du saut en longueur devant Long.
Il semble en fait que cette anecdote, racontée par Owens en 1964, n'est qu'une des légendes ayant entouré ses exploits, mais cette fois créée par Owens lui-même et par amitié pour Long. En 1965 Tom Ecker, historien auteur de Olympic Facts and Fables, demande à Owens si l'histoire est vraie : Ecker a étudié les films tournés en 1936 et ne trouve pas trace d'images appuyant l'anecdote. Owens admet alors qu'il a inventé l'histoire pour faire plaisir au fils de Long. En fait, il admet ne pas avoir rencontré réellement Long avant la fin de la compétition, quand ils devinrent amis. Owens se référait aussi, pour justifier la légende qu'il avait fabriquée, à la dernière lettre que Long lui avait envoyée peu avant sa mort, et où il demandait à Owens de parler à son fils : « J'ai la sensation que celle-ci sera ma dernière lettre, donc quand tu retourneras en Allemagne, une fois la guerre finie, va voir mon fils et dis-lui qui était son père, je t'en prie, Jesse, raconte-lui comment deux hommes, sur cette terre, peuvent être amis »,.
Néanmoins les images filmées lorsque Jesse Owens remporte la finale du saut en longueur témoignent du respect qu'a Luz Long pour Jesse Owens : Luz Long s'approche de Jesse Owens pour le féliciter, lui serre la main, le tapote amicalement dans le dos et cela malgré la présence d'Adolf Hitler dans le stade olympique de Berlin et la politique envers les noirs sous le Troisième Reich.